# Así son las cosas (programa de televisión venezolano)
Así son las cosas fue un programa informativo de televisión conducido por el periodista venezolano Óscar Yanes, y transmitido por Venevisión desde 1994 hasta 2007.

## Formato
Es un programa que presenta las hechos insólitos y contradictorios de la vida íntima venezolana del inmediato pasado mediante anécdotas, relatos y la historia cotidiana de Venezuela contada con el particular estilo coloquial del periodista Óscar Yanes. Se presentaba una vez cada semana. 
El programa era transmitido a la par que finalizaba el programa de entrevista La silla caliente en 1999, y se transmitía versiones de la misma llamadas En la Guataca en el 2000) y La mañana caliente en 2001.

## Otros medios
Popularizó a lo largo de su vasta carrera frases como Así son las cosas y Chúpate esa mandarina, de hecho de esa manera bautizó su popular programa de televisión que basó en escudriñar los más curiosos casos históricos que rodeaban el acontecer nacional.
Igualmente con el nombre del programa así se identificaba su columna presente en el diario El Universal, además de ser el título de seis de sus libros, ambos tocando temas similares o iguales a los del programa.

## Reconocimientos
| Año  | Premio                 |
| ---- | ---------------------- |
| 1997 | Premio Monseñor Pellín |